# Ypsolopha
Genre
Ypsolopha est un genre de petits insectes de l'ordre des lépidoptères (papillons).

## Liste des espèces rencontrées en Europe
- Ypsolopha albiramella (Mann, 1861)
- Ypsolopha alpella (Denis & Schiffermüller, 1775)
- Ypsolopha asperella (Linnaeus, 1761)
- Ypsolopha blandella (Christoph, 1882)
- Ypsolopha cajaliella Vives, 2003
- Ypsolopha chazariella (Mann, 1866)
- Ypsolopha coriacella (Herrich-Schäffer, 1855)
- Ypsolopha dentella (Fabricius, 1775)
- Ypsolopha divisella (Chrétien, 1915)
- Ypsolopha excisella (Lederer, 1855)
- Ypsolopha falcella (Denis & Schiffermüller, 1775)
- Ypsolopha fractella (Chrétien, 1915)
- Ypsolopha horridella (Treitschke, 1835)
- Ypsolopha indecorella (Rebel, 1903)
- Ypsolopha instabilella (Mann, 1866)
- Ypsolopha kristalleniae Rebel, 1916
- Ypsolopha leuconotella (Snellen, 1884)
- Ypsolopha lonicerella Stökl, 1922
- Ypsolopha lucella (Fabricius, 1775)
- Ypsolopha manniella(Staudinger, 1880)
- Ypsolopha minotaurella (Rebel, 1916)
- Ypsolopha mucronella (Scopoli, 1763)
- Ypsolopha nebulella (Staudinger, 1871)
- Ypsolopha nemorella (Linnaeus, 1758)
- Ypsolopha parenthesella (Linnaeus, 1761)
- Ypsolopha persicella (Fabricius, 1787)
- Ypsolopha sarmaticella (Rebel, 1917)
- Ypsolopha satellitella (Staudinger, 1871)
- Ypsolopha scabrella (Linnaeus, 1761)
- Ypsolopha sculpturella (Herrich-Schäffer, 1854)
- Ypsolopha semitessella (Mann, 1861)
- Ypsolopha sequella (Clerck, 1759)
- Ypsolopha sylvella (Linnaeus, 1767)
- Ypsolopha trichonella (Mann, 1861)
- Ypsolopha ustella (Clerck, 1759)
- Ypsolopha vittella (Linnaeus, 1758)